# دانیا بیچ (فلوریدا)
دانیا بیچ (به انگلیسی: Dania Beach) شهری در شهرستان برووارد ایالت فلوریدا است که در سال ۱۹۰۴ بنیان‌گذاری شده‌است. این شهر طبق سرشماری سال ۲۰۱۰ میلادی، ۲۹٬۶۳۹ نفر جمعیت داشته و مساحت آن نیز ۱۶٫۳ کیلومتر مربع است.